# Kalvárie v Zelenecké Lhotě
Kalvárie v Zelenecké Lhotě je pískovcové sousoší, které se nalézá ve středu obce Zelenecká Lhota v okrese Jičín před domem čp. 15 u průjezdní komunikace vedoucí ze Starých hradů do Mrkvojed.

## Popis
Pískovcový pozdně barokní pilíř se sousoším Kalvárie pocházející podle vročení na sousoší z roku 1772 je umístěn v centru obce Zelenecká Lhota. Na pískovcovém stupni stojí kvádrový sokl, na kterém je umístěn mírně kónický podstavec ve spodní části ozdobený volutovými křidélky. Na čelní straně podstavce je reliéf se sv. Izidorem – patronem zemědělců (postava světce drží rýč v levé ruce, pravou ruku má položenou na prsou a je oděna do kratšího rozepnutého kabátce). Podstavec je zakončen mohutnou zvlněnou římsou, na které jsou vedle kříže umístěny sochy, vlevo P. Maria Bolestná, vpravo sv. Jan Evangelista. Na římse je uchycena kovová lucerna s matnými skly. 
Kamenný krucifix s jetelovým zakončením a korpusem nahého Krista oděného pouze bederní rouškou a s hlavou skloněnou k pravému rameni je postaven na malém soklíku. 
V roce 2017 došlo k pokusu o krádež sochy Panny Marie, při kterém byla socha Panny Marie rozbita. Restaurování poničené sochy proběhlo v roce 2019.

## Galerie

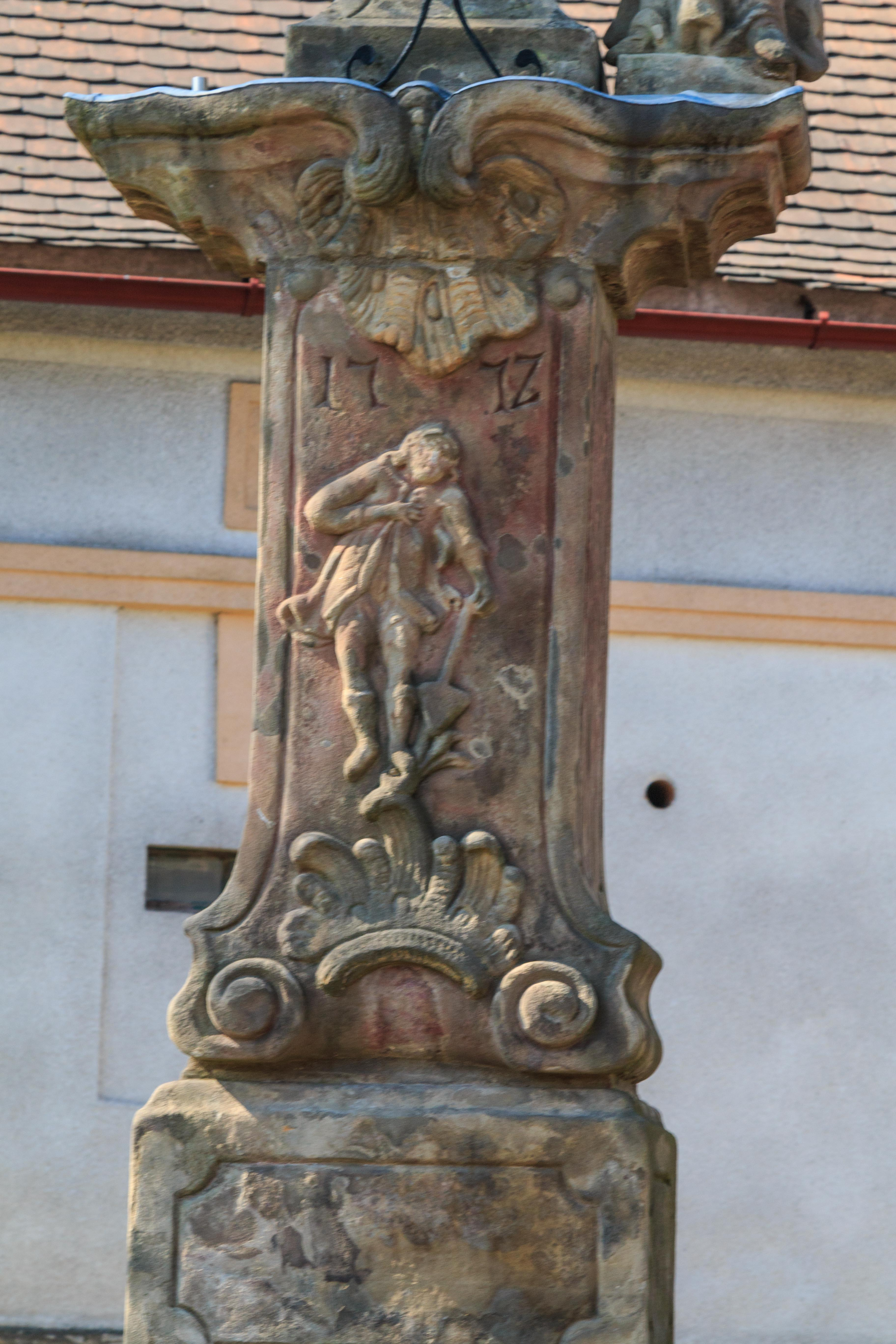
Zelenecká Lhota, sloup se sousoším Kalvárie
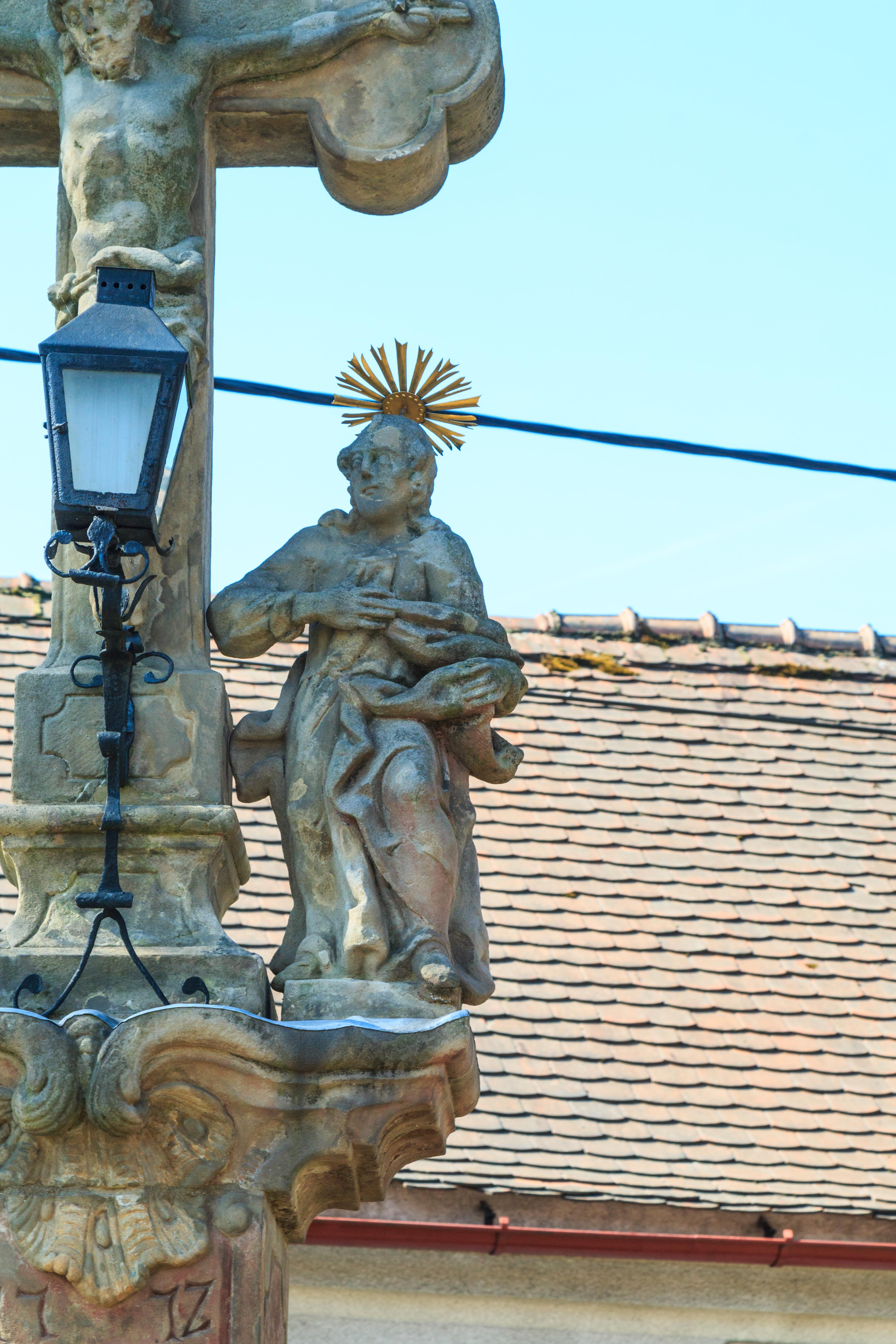
Zelenecká Lhota, sloup se sousoším Kalvárie
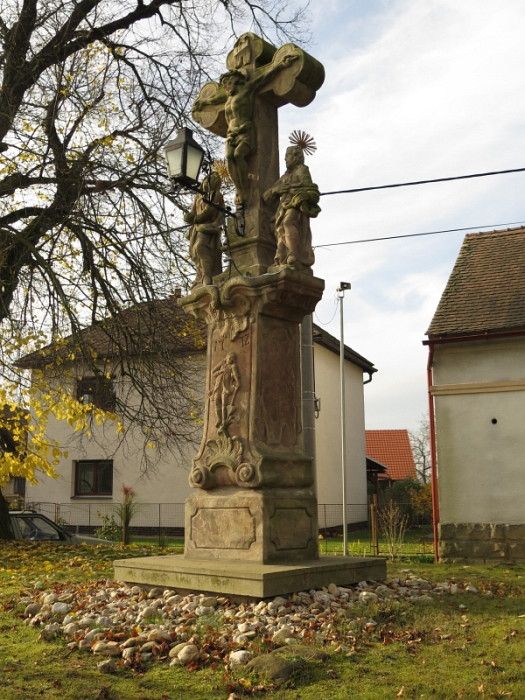
Zelenecká Lhota, sloup se sousoším Kalvárie